# Греф, Бото
Франц Бото Греф (нем. Franz Botho Graef ; 12 октября 1857, Берлин — 9 апреля 1917, Кёнигштайн) — немецкий археолог и историк искусства, педагог.

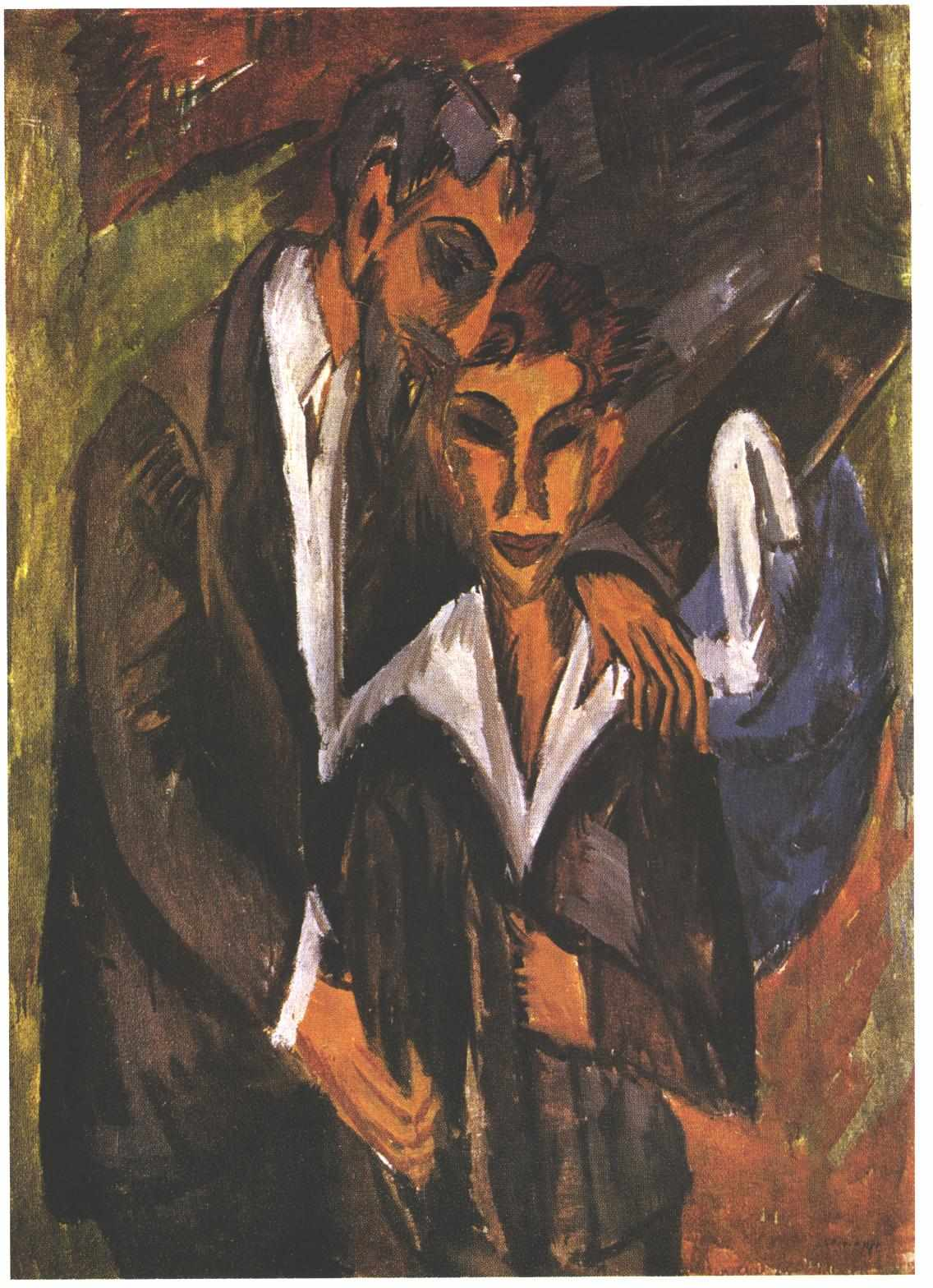
Эрнст Кирхнер. Бото Греф и его юный друг (1914)

## Биография
Родился в семье художников Густава Грефа и Франциски Либрейх. Брат художницы Сабины Греф-Лепсиус, племянник офтальмолога Рихарда Либрейха и фармаколога Оскара Либрейха.
Изучал классическую филологию и археологию в Берлинском университете имени Фридриха Вильгельма и Грайфсвальдском университете. Во время учёбы принимал участие в археологических раскопках и исследовательских поездках в Италию, Грецию и Малую Азию. В Берлине получил докторскую степень. С 1889 года читал лекции в Берлинском университете.
В 1904—1917 годах — адъюнкт-профессор классической археологии и истории искусств в Йенском университете.
Основной интерес Грефа был посвящён истории искусства Древней Греции. Почти все его многочисленные небольшие эссе были изданы Германским археологическим институтом, многие из них посвящены древнегреческой скульптуре или вазописи. Среди них были ещё не исследованные до него по Гераклу из Скопаса (1889) и портрету Антиоха Сотера (Ежегодник Германского археологического института, 1902).
Бото Греф умер в 1917 году от сердечного приступа на курорте Кёнигштайн. Его друг художник-экспрессионист Эрнст Кирхнер после его смерти пожертвовал музею Йены в память о Бото Грефе 260 своих гравюр по дереву, литографий и офортов. Ныне Фонд Бото Грефа - один из наиболее ценных в коллекции Йенского художественного музея.

## Избранные труды
- Die Zeit der Kodrosschale, 1898
- Hodlers und Hofmanns Wandbilder in der Universität Jena. Eugen Diederichs Verlag, Jena, 1910.
- Хенри Клеменс ван де Велде In: Der Bücherwurm. Monatsschrift für Bücherfreunde. Verlag der Bücherwurm, Dachau, 1913.
- Die antiken Vasen von der Akropolis zu Athen, Bd. I—II, de Gruyter, Berlin, 1925—1933 (в соавт., посмертно).
- Tafeln, 1933 (в соавт., посмертно)